# Katarální horečka ovcí

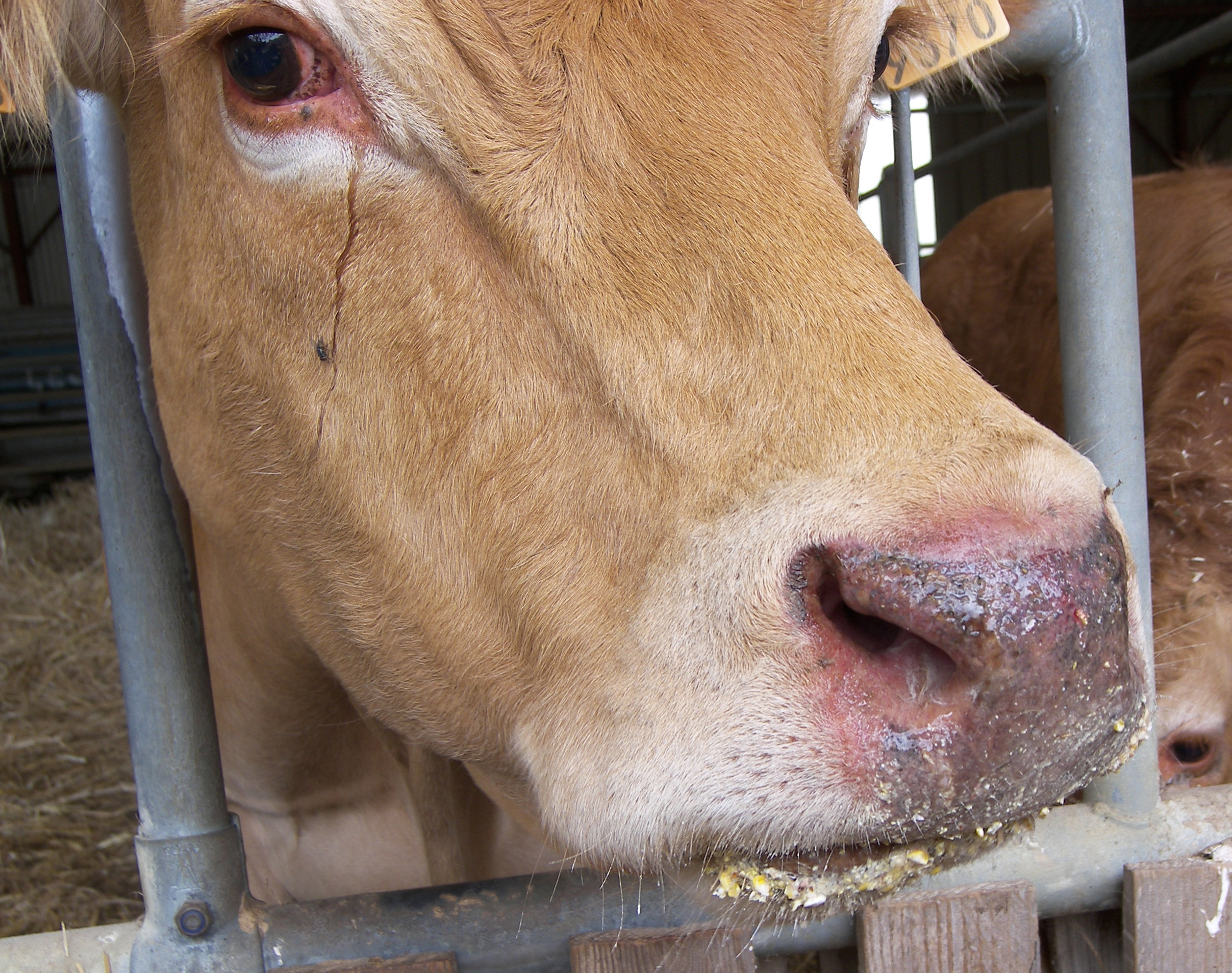
Katarální horečka u skotu

Katarální horečka ovcí (anglicky Blue tongue disease) je nekontagiózní virové onemocnění ovcí a dalších domácích a divoce žijících přežvýkavců. Onemocnění je způsobeno virem Bluetongue virus z čeledi Reoviridae a je přenášeno krevsajícím hmyzem, konkrétně tiplíky (Culicoides). Nákaza se projevuje horečkou, záněty a otoky hlavy, víček, uší a všech sliznic. Zejména na sliznici dutiny ústní se objevují krváceniny a vředy. Člověk není k tomuto onemocnění vnímavý.

## Historie a rozšíření
Katarální horečka ovcí byla poprvé popsána koncem 18. století v Jižní Africe po importu jemnovlnných plemen ovcí z Evropy. Onemocnění bylo nazýváno mj. „pseudo-slintavka a kulhavka“, „bolavá tlama“ apod. Anglický název „bluetongue“ je odvozen od cyanózy jazyka, ke které dochází u vážněji postižených ovcí. V roce 1924 se katarální horečka poprvé objevila mimo africký kontinent, a sice na Kypru, v roce 1944 byl výskyt potvrzen v Izraeli, v Severní Americe ve státě Kalifornie byl virus izolován v roce 1952, v roce 1959 se nemoc objevila v Pákistánu, v roce 1964 v Indii, v roce 1977 v Austrálii, v roce 1978 byl virus zjištěn v Brazílii. V roce 1979 byla poprvé diagnostikována v Číně.
Až do nedávné doby byla katarální horečka ovcí, i přes svoje celosvětové rozšíření, omezená výskytem vektora na zeměpisné šířky přibližně od 40° s.š. do 35° j.š. a v Evropě se vyskytovala jen sporadicky. V roce 1998 se začala tradiční hranice výskytu posouvat severněji a bluetongue se pravidelně objevovala ve Středozemí. V roce 2006 se nemoc zcela nečekaně objevila v Nizozemsku, Belgii, Německu, Francii a Lucembursku, záhy se rozšířila do Velké Británie, Dánska, Švýcarska, České republiky, Rakouska, Maďarska, Norska a Švédska. Epizoocie probíhající v těchto zemích byla nebývalého rozsahu a způsobila velké ztráty v populacích ovcí, ale také skotu, u kterého katarální horečka ovcí dosud probíhala většinou inaparentně.

## Etiologie

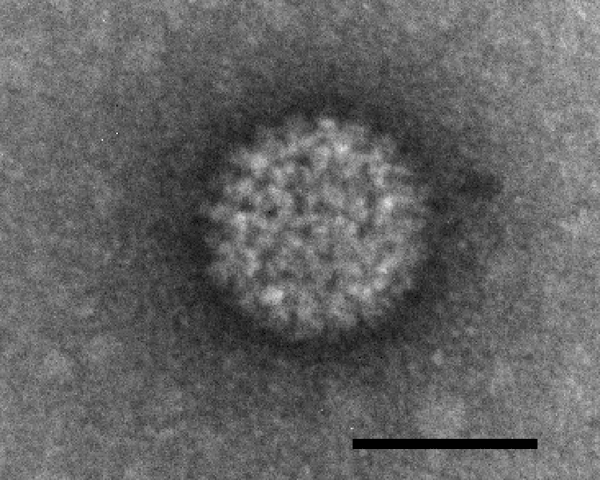
Virová částice BTV pod elektronovým mikroskopem – měřítko má 50 nm

Původcem katarální horečky ovcí je bluetongue virus (BTV) – RNA virus z rodu Orbivirus, čeledi Reoviridae. Je to neobalený virus o velikosti cca 90 nm, jehož genom tvoří 10 segmentů dvojvláknité RNA. Virová partikule je tvořena sedmi strukturálními proteiny (VP1 – VP7) a v infikované buňce jsou syntetizovány čtyři nestrukturální proteiny (NS1 – NS3, NS3A). V roce 2008 bylo uznáváno celkem 24 sérotypů BTV, ale stejného roku se ve Švýcarsku objevil nový, bluetongue viru podobný virus, tzv. Toggenburg orbivirus, který představuje možný 25. sérotyp BTV. a v roce 2010 byl popsán 26. sérotyp v Kuvajtu. Bluetongue virus je blízce příbuzný viru epizootického hemoragického onemocnění jelenovitých, viru moru koní či viru koňské encefalózy.

## Vnímavé druhy

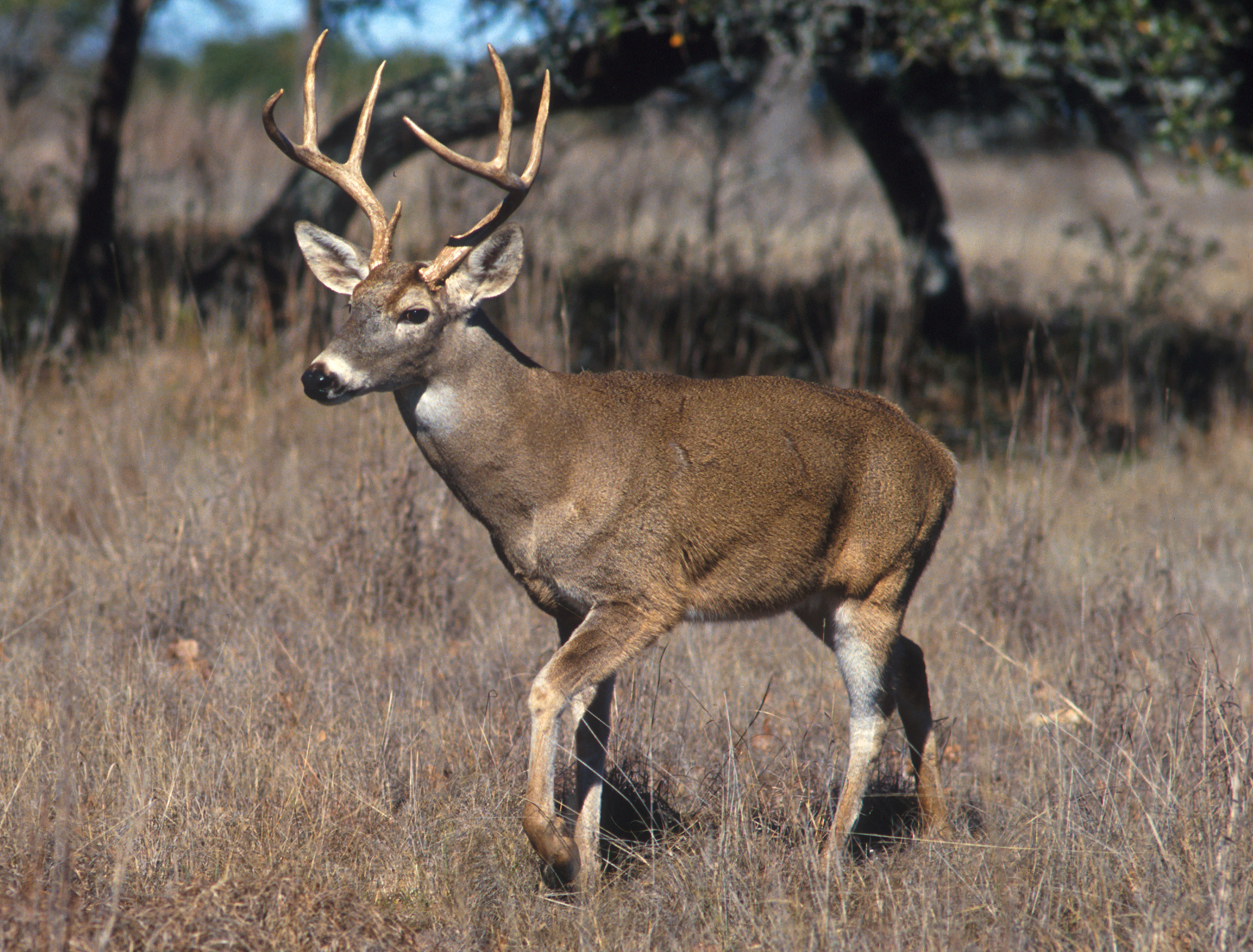
Jelenec běloocasý – samec

K infekci jsou vnímaví všichni domácí i volně žijící přežvýkavci a velbloudovití. Klinické příznaky se nejčastěji vyvíjejí u jemnovlnných plemen ovcí a jelence běloocasého (Odocoileus virginianus). Kozy onemocní méně často. U skotu probíhala tato nákaza v minulosti obvykle asymptomaticky, ovšem epizoocie v zemích severní Evropy, způsobená sérotypem BTV-8, často vedla k rozvoji klinických projevů i u tohoto druhu. Skot je z epizootologického hlediska významný také dlouhotrvající virémií, která trvá 60, výjimečně až 100 dní. Byly zaznamenány i případy katarální horečky ovcí u masožravců. Ve většině případů se jednalo pouze o sérologickou pozitivitu (především u afrických šelem), avšak v případě dvou rysů v belgické zoologické zahradě, krmených zmetky a mrtvě narozenými telaty z blízkých farem, došlo k rozvoji klinických projevů a úhynu zvířat.

## Přenos

### Tiplíci

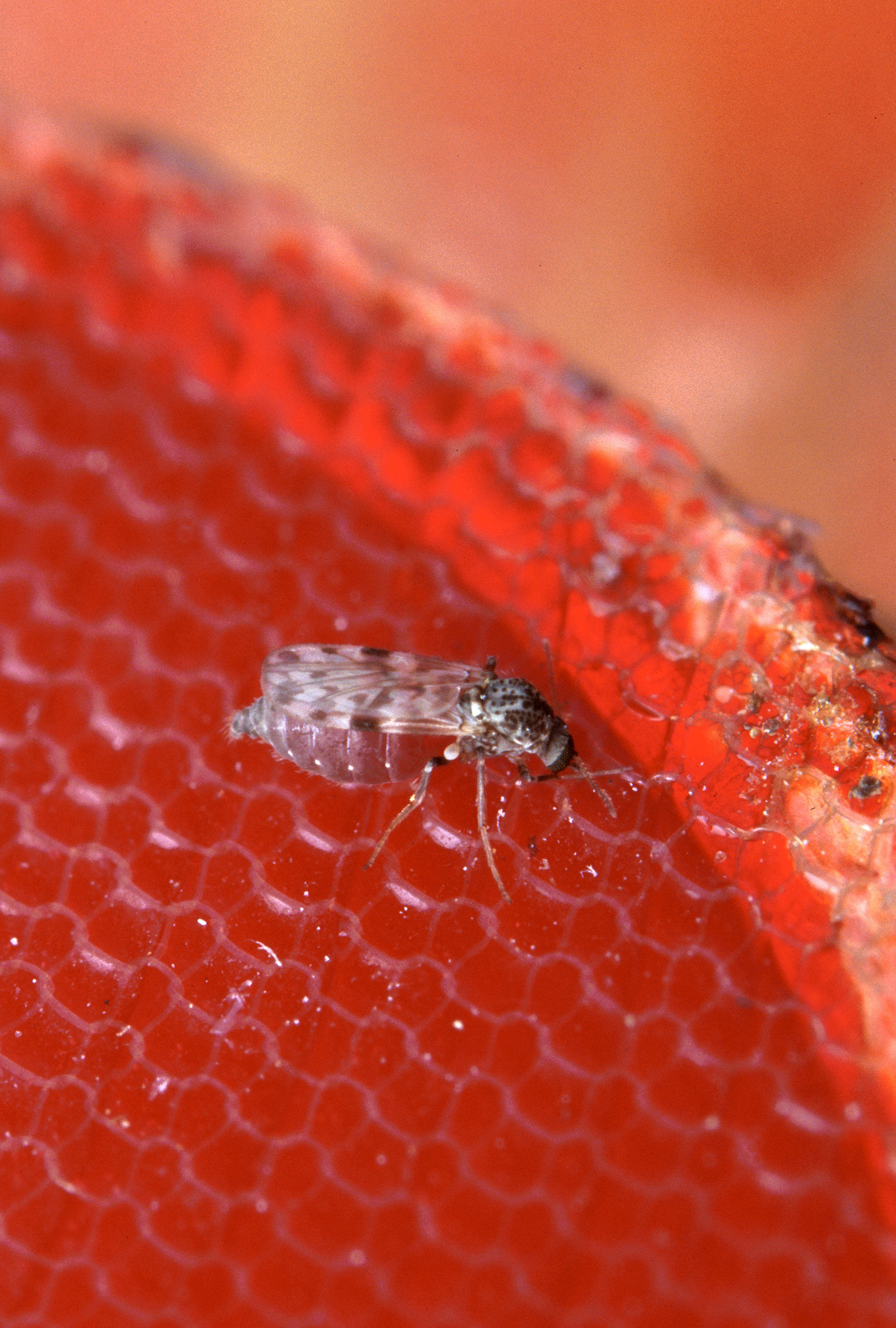
Samička C. sonorensis krmící se krví na umělé membráně

Přenos katarální horečky ovcí je v naprosté většině případů zprostředkován vektory – tiplíky rodu Culicoides. Tiplíci jsou velcí několik milimetrů a v přenosu bluetongue se uplatňuje přibližně 30 druhů. Samičky tiplíků se musí před nakladením vajíček nasát krve. Vývoj tiplíků trvá v průměru dva až šest týdnů, je přímý a probíhá přes stádia vajíčka, třech larválních instarů, kukly a dospělého tiplíka. Ti aktivně létají na vzdálenost 1–2 km, ovšem vzhledem ke své velikosti mohou být unášeni větrem až několik set kilometrů. Hlavním přenašečem katarální horečky ovcí ve Starém světě je teplomilný druh Culicoides imicola. V severní a střední Evropě se nevyskytuje. Zde je choroba pravděpodobně přenášena druhy patřícími do komplexů Obsoletus a Pulicaris. Tyto komplexy zahrnují morfologicky těžko odlišitelné tiplíky (přesněji samičky tiplíků) a jsou nazvané podle druhů C. obsoletus, respektive C. pulicaris. V Severní Americe je hlavním přenašečem druh C. sonorensis, v Jižní Americe pak C. insignis a C. pusillus, v Austrálii pak druhy C. brevitarsis, C. fulvus, C. wadai a C. actoni.

### Další způsoby přenosu
Kromě tiplíků byl BTV izolován i z jiných členovců, např. kloše ovčího (Melophagus ovinus) a některých druhů klíšťat, ovšem virus se v nich na rozdíl od tiplíků nereplikuje. Jedná se tedy pouze o mechanické přenašeče. BTV se v době virémie může vylučovat semenem infikovaných samců. Virus se může přenášet i transplacentární cestou, tento způsob přenosu byl zjištěn u ovcí, skotu a psů. Nedávno byl zjištěn ojedinělý přenos BTV mlezivem. Orální přenos byl zaznamenán u šelem.

## Overwintering
Virus katarální horečky ovcí je schopen přežít období bez výskytu dospělých tiplíků. Tato schopnost se nazývá „overwintering“ (přezimování). Dosud není jasné, jakým způsobem BTV nepříznivé období přežívá, avšak existuje několik teorií. Jednou z nich je přežití dospělých tiplíků v případě mírné zimy. Dospělí tiplíci sice žijí obvykle 10–20 dní, ovšem výjimečně až tři měsíce. Další teorií je přežití viru ve vývojových stádiích tiplíků. To je ovšem nepravděpodobné, neboť u tiplíků pravděpodobně nedochází k transovariálnímu přenosu BTV. Dosud nepotvrzenou teorií je možnost navázání BTV na γδ T-lymfocyty. Jinou možností je přežití viru díky transplacentárnímu přenosu, případně dlouhotrvající virémii u skotu.

## Patogeneze
Po bodnutí infikovaným tiplíkem je BTV dendritickými buňkami transportován do přilehlých mízních uzlin, kde se virus pomnoží. Poté se šíří do krve a nastává primární virémie. Krví je BTV zanesen do dalších mízních uzlin, sleziny a plic. Virus se množí v endoteliálních buňkách, makrofázích a lymfocytech. Zpočátku je v krvi navázán na všechny krevní elementy, později bývá nacházen jen na erytrocytech, v záhybech jejich membrány, kde je chráněn před účinkem neutralizačních protilátek. Buňky, ve kterých se BTV replikuje, zanikají nekrózou či apoptózou. Na rozvoji klinických příznaků se kromě poškození endotelu malých krevních cév cílových orgánů podílejí i obranné mechanismy infikovaného zvířete, jako je produkce prozánětlivých cytokinů, cyklooxygenázy 2, prostacyklinu, tromboxanu a dalších látek.

## Klinické příznaky

### Ovce

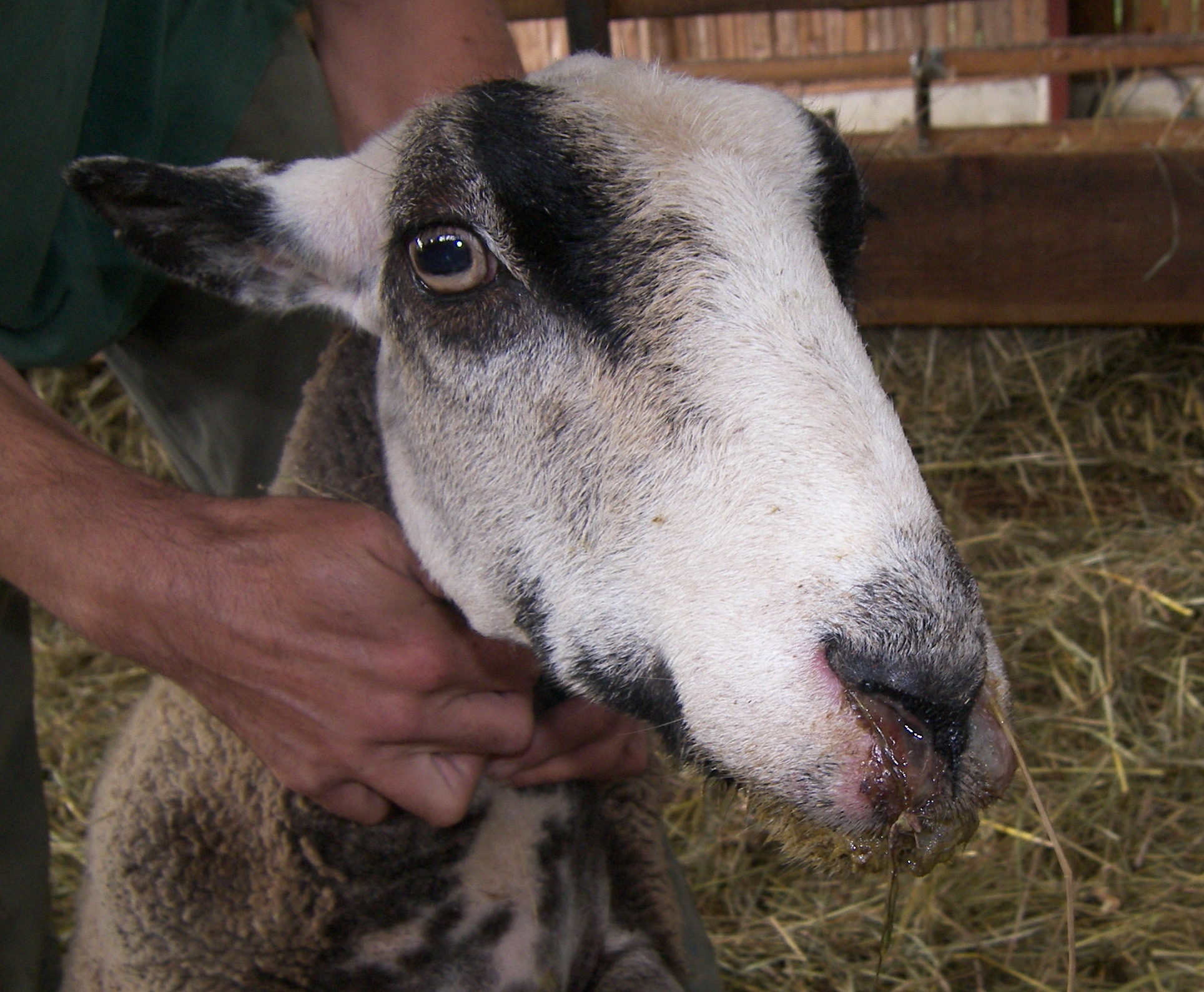
Nemocná ovce

U ovcí probíhá katarální horečka akutně, subakutně či chronicky. Klinické příznaky se nejčastěji rozvinou u jemnovlnných plemen ovcí. Po inkubační době dlouhé čtyři až osm dní se objevuje horečka, apatie, otok a překrvení sliznice dutiny ústní a nozder, postižená zvířata nadměrně sliní a objevuje se u nich výtok z nozder – zpočátku vodnatý, později hlenohnisavý, někdy i s příměsí krve. Výtok na nozdrách zasychá v krusty. Dále se rozvíjí otoky pysků, mezisaničí či uší, na sliznicích na hlavě se objevují tečkovité krváceniny, sliznice odumírá a odlupuje se, vznikají vředy. Cyanóza jazyka se objevuje vzácně. Ke konci horečnaté fáze onemocnění se rozvíjí otok a zčervenání v oblasti přechodu kůže a rohoviny pazhehtů (tzv. koronitida) laminitida a svalové nekrózy, torticolis, záněty kůže a zhoršení kvality vlny, v některých případech i průjem a zvracení s rizikem aspirační pneumonie. Březí ovce mohou zmetat nebo rodit malformovaná jehňata (objevuje se hydrocefalus, mozkové cysty, retinální dysplazie atd.). Při komplikacích způsobených sekundární bakteriální infekcí se může rozvinout edém plic a nemocné ovce mohou uhynout.

### Kozy
K rozvoji klinických projevů u koz příliš často nedochází, pokud ano, jsou podobné klinickým příznakům u ovcí, avšak bývají mírnější.

### Skot

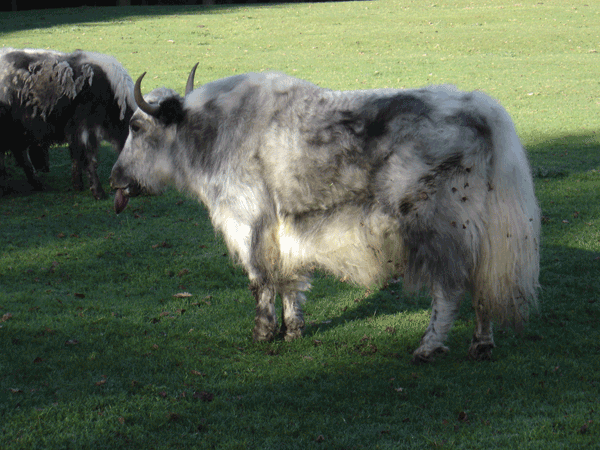
Katarální horečka ovcí u jaka domácího

U skotu katarální horečka ovcí dříve probíhala obvykle subklinicky, ovšem infekce sérotypem BTV-8 se často projevovala zjevným onemocněním. Nemocná zvířata mají horečku, jsou apatická, později se objevují eroze a nekrózy na sliznicích dutiny ústní a nosní, výtok z nosu, nadměrná salivace, zánět spojivek, laminitida, otoky a zčervenání kůže a sliznic. Na strucích mohou vznikat strupy. V důsledku infekce březích krav může dojít k odúmrti a resorpci embryí, abortům či porodům slabých telat nebo telat s vrozenou vodnatelností mozku.

### Jelenec běloocasý
U jelence běloocasého má katarální horečka ovcí obvykle závažný průběh s vysokou letalitou. V důsledku infekce se rozvíjí hemoragická diatéza – krváceniny v orgánech, otoky hlavy a krku, nadměrné slinění, krvavý výtok z nosu a krvavý průjem. Klinické příznaky jsou velmi podobné příznakům epizootického hemoragického onemocnění jelenovitých.

## Patologicko-anatomický nález

### Makroskopické změny
Při pitvě nemocných zvířat se zjišťují podkožní otoky na hlavě, hyperemie, cyanóza, tečkovité i větší krváceniny na sliznici dutiny ústní, patognomické jsou krváceniny v tunica media plicní tepny. Dále se vyskytují nekrotické změny a eroze na pyscích, jazyku a dásních, hyperemie bachorových pilířů a sliznice čepce. Slezina, mízní uzliny a mandle mohou být zvětšené a překrvené, někdy s tečkovitými krváceninami. Krváceniny se nacházejí také na kořeni jazyka, na perikardu, v ledvinách, střevě a v podkoží. V kosterní svalovině a myokardu bývají světlé nekrotické oblasti. U některých zvířat se rozvíjí zánět horních cest dýchacích, edém plic, pleuritida, zánět osrdečníku a zánět střev.

### Mikroskopické změny

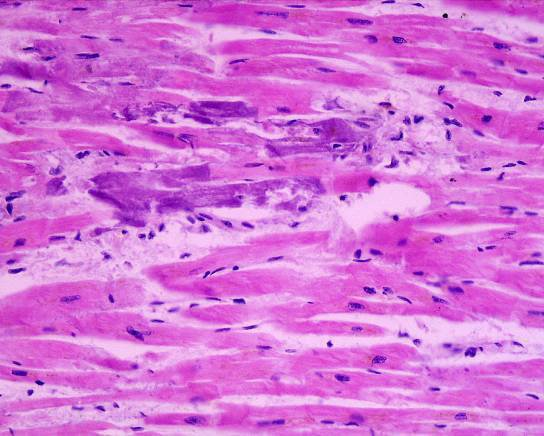
Ložisko nekrózy v myokardu

Histologicky se zjišťuje hypertrofie kapilárního endotelu, perivaskulární edém, žilní kongesce, tkáňové infarkty vedoucí k hypoxii a následnému odlupování buněk. V kosterní svalovině a myokardu mohou být krváceniny, nekrózy a okrsky prostoupené mononukleárními bílými krvinkami.

## Diagnostika
Předběžná diagnóza vychází z epizootologické situace, klinických příznaků a patologicko-anatomického nálezu, vždy však musí být potvrzena laboratorním vyšetřením. K vyšetření se odebírají vzorky nesrážlivé krve (použití EDTA či heparinu) nebo krevního séra od živých zvířat, při pitvě zvířat se vyšetřuje slezina, mízní uzliny, plíce, játra, kostní dřeň, případně svalovina. Vzorky krevního séra by se měly zamrazit, pokud nejsou okamžitě vyšetřeny. Plnou krev se doporučuje uchovávat při 4 °C, orgány se do laboratoře transportují na ledu.

### Izolace viru
Nejvhodnějším médiem k izolaci viru jsou kuřecí embrya ve věku devět až dvanáct dní. Vyšetřovaný materiál se inokuluje intravenózně, což je obtížné a vyžaduje to značné zkušenosti. Virus katarální horečky ovcí je dále možné izolovat na buněčných kulturách (např. BHK-21, Vero, hmyzí linie KC připravené z tiplíka C. sonorensis nebo linie AA připravená z komára Aedes albopictus) – a to jak přímo, tak po pasáži viru na kuřecích embryích. Na savčích kulturách způsobuje BTV cytopatický efekt tři až pět dní po inokulaci. K izolaci viru je ve výjimečných případech možné použít i pokusné ovce, především pokud je virus ve vzorcích obsažen jen v malém množství.

### Identifikace viru
Nejvhodnější metodou k průkazu virového antigenu ve vzorcích je reverzně-transkripční polymerázová řetězová reakce (RT-PCR). Umožňuje průkaz virové RNA ve vzorcích bez nutnosti předchozí izolace viru a také rozlišení jednotlivých sérotypů. Touto metodou lze prokázat RNA BTV až 6 měsíců po infekci. Množství viru ve vzorku je možné stanovit kvantitativní real-time RT-PCR metodou. Dalším sérotypově specifickým testem k průkazu BTV je neutralizační test. Mezi skupinově specifické testy se řadí antigen-capture ELISA, imunospot test či imunofluorescenční test. V praxi se nejvíce využívá RT-PCR.

### Průkaz protilátek
Specifické protilátky proti BTV je možné prokázat v krevním séru, plazmě či mléku, pomocí ELISA testů, které zjišťují protilátky proti virovému proteinu VP7. Jsou skupinově specifické, podobně jako další metody – imunodifúzní test nebo komplement fixační test. Jednotlivé sérotypy je možné odlišit neutralizačním testem.

## Diferenciální diagnostika

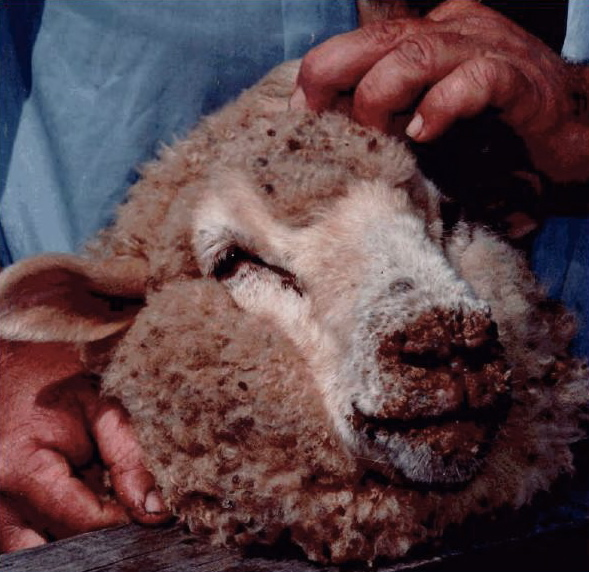
Ovce trpící přímětí pyskovou

Z podobně se projevujících onemocnění je potřeba odlišit příměť pyskovou, slintavku a kulhavku, vezikulární stomatitidu, akutní fotosenzitivitu, akutní hemonchózu, ekzémy, napadení střečkem ovčím Oestrus ovis, zápal plic, otravy rostlinami, salmonelózu, neštovice ovcí a koz, mor malých přežvýkavců, mor skotu, maligní katarální horečku, pododermatitidy, infekční bovinní rhinotracheitidu, bovinní virovou diarrheu, papulární stomatitidu, bovinní herpetickou mamilitidu a epizootické hemoragické onemocnění jelenovitých.

## Katarální horečka ovcí v České republice
Katarální horečka ovcí se v České republice poprvé objevila v listopadu 2007 u býka v okrese Cheb. V letech 2008–2009 bylo na našem území vyhlášeno dalších 13 ohnisek, vždy pouze u skotu. Od té doby u nás nebyla KHO zjištěna. V souladu se směrnicí Rady 2000/75/ES bylo okolo každého postiženého hospodářství vyhlášeno ohnisko nákazy o poloměru 20 km a vymezeno ochranné pásmo a pásmo dozoru o celkovém poloměru 150 km (souhrnně uzavřené pásmo). V uzavřených pásmech byla zavedena ochranná protinákazová opatření stanovená nařízením Komise (ES) 1266/2007, která spočívala především v omezení přesunů vnímavých zvířat z a do uzavřených pásem, tlumení, sledování a dozoru nad KHO. Konkrétněji to znamená, že od r. 2007 v České republice probíhalo intenzivní vyšetřování krevních sér vnímavých druhů zvířat, kdy se reprezentativní vzorek populace domácích přežvýkavců vyšetřoval na přítomnost protilátek proti BTV (národní referenční laboratoří pro KHO je Státní veterinární ústav Jihlava). V r. 2008 začalo entomologické sledování, v jehož rámci byli odchytáváni tiplíci, přenašeči KHO, kteří byli poté identifikováni specialisty katedry parazitologie Přírodovědecké fakulty Univerzity Karlovy v Praze. V srpnu téhož roku byla na celém území České republiky zavedena povinná plošná nouzová vakcinace všech domácích přežvýkavců, která měla utlumit výskyt KHO a usnadnit chovatelům obchodování se zeměmi prostými této nákazy. Vakcinace byla hrazena z prostředků EU a pokračovalo se v ní také v následujících letech. I nadále probíhalo sérologické sledování, vyšetřovala se však pouze tzv. ověřovací (sentinelová) zvířata, která záměrně vakcinována nebyla. Od r. 2010 se již provádělo pouze sledování virologické (vyšetřování vybraných vnímavých zvířat na přítomnost BTV). Vzhledem k příznivé nákazové situaci byla v České republice v r. 2011 povinná vakcinace ukončena a nadále byla už jen dobrovolná. Podle informací Státní veterinární správy ČR bylo dne 25.11.2011 zrušeno ochranné pásmo na celém území ČR a od uvedeného data je ČR zemí bez výskytu KHO. ČR jako území prosté KHO může být až po splnění podmínky: žádný případ nákazy a žádné očkování v posledních 24 měsících s vhodným tlumením populace Culicoides (prováděcí rozhodnutí Komise č. 253/2012/EU ze dne 10.5.2012, kterým se mění příloha II směrnice Rady 2004/68/ES, pokud jde o základní obecná kritéria pro území považována za prostá KHO). Poslední pozitivní případ KHO byl v září 2009 a povinné očkování na území ČR bylo ukončeno dnem 28.4.2011. Územím prostým bude ČR nejdříve 29.4.2013.